# Foulou-Yarcé
Pour les articles homonymes, voir Foulou et Yarcé.
Foulou-Yarcé est une localité située dans le département de Kaya de la province du Sanmatenga dans la région Centre-Nord au Burkina Faso.

## Géographie
Foulou-Yarcé est situé à 7 km au sud-ouest de Kalambaogo et à 9 km au nord-ouest du centre de Kaya, la principale ville de la région. Le village est à 3 km à l'est de la route nationale 15 reliant à Kaya à Kongoussi.

## Éducation et santé
Le centre de soins le plus proche de Foulou-Yarcé est le centre de santé et de promotion sociale (CSPS) de Kalambaogo tandis que le centre hospitalier régional (CHR) se trouve à Kaya.
Foulou-Yarcé possède une école primaire publique.